# Comuna Furesø
Furesø (Furesø Kommune) este o comună din regiunea Hovedstaden, Danemarca, cu o suprafață totală de 56,81 km² și o populație de 38.382 de locuitori (2011).